# Pandiaka lanata
Pandiaka lanata är en amarantväxtart som först beskrevs av Schinz, och fick sitt nu gällande namn av Lucien Leon Hauman. Pandiaka lanata ingår i släktet Pandiaka och familjen amarantväxter. Inga underarter finns listade i Catalogue of Life.